# Drosophila divisa
Drosophila divisa är en tvåvingeart som beskrevs av Oswald Duda 1927. Drosophila divisa ingår i släktet Drosophila och familjen daggflugor.

## Utbredning
Artens utbredningsområde är Bolivia och Peru.